# Tanki Online
Tanki Online je multiplayerová, prohlížečová, free-to-play arkádová simulace tankové bitvy. Byla vytvořena a je vyvíjena ruským studiem AlternativaPlatform.

## Historie vývoje
Tanki Online byly představeny v květnu 2009 na Ruské konferenci herních vývojářů (KRI) a odměněny cenami „Nejlepší hra bez vydavatele“ a „Nejlepší technologie“. Tanki Online používají engine studia AlternativaPlatform, Alternativa3D 8, který je postaven na Flashi. V říjnu 2013 a znovu 2014 hra získala hlavní cenu v kategorii „People's Choice“ v Runet Price. V roce 2014 se hra přidala do programu e-sportu na StarLadder.tv. Zástupci hry byli přítomni na Gamescomu 2014 a na Brasil Game Show 2014. AlternativaPlatform nyní také vyvíjí nástupnickou hru Tanki X.

## Hratelnost
Hratelnost Tanki Online má některé společné prvky se známou hrou Battle City (1995), vyvíjenou pro NES. Na rozdíl od Battle City jsou Tanki Online založeny na PvP systému. Hráči soupeří mezi sebou. Každé zničení tanku je považováno za zabití a dává hráči XP body. Je dostupných několik herních módů včetně týmových, stejně jako systém hodností a mnoho způsobů kombinování vybavení a upravování tanků. Místo vybírání tanku ze seznamu hráč vytváří vlastní tank pomocí kombinování těla, zbraně, nátěru a obranného modulu. Po sestavení tanku hráč přichází do bitvy s ostatními hráči, ve které získává zkušenostní body a krystaly (herní měna). Do arény pravidelně padají boxy s Double Damage (Dvojité poškození), Double Armor (Dvojitá ochrana), Speed Boost (Zrychlení) a Repair Kit (Oprava). Tyto „suroviny“ dočasně zlepší vlastnosti tanku nebo opraví jakékoliv poškození. Postupem v žebříčku hodností hráč odemyká nové vybavení nebo možnost vylepšit stávající a mapy. Vylepšení věží a podvozků se řadí do osmi kategorií: Mk0, Mk1, Mk2, Mk3, Mk4, Mk5, Mk6, Mk7, a pokud je micro-upgradované na maximum, tak Mk8. Je také možnost vylepšovat Micro-upgrades (Mikro vylepšení) se kterými lze vylepšovat věže a podvozky. Občas také padá do arény Gold Box (Zlatá krabice) která dává bonus 1000 krystalů, někdy jsou také svátky, jako jsou : Vánoce, Halloween, Květnové Svátky, Aprílové Svátky, Valentýn atd. O těchto svátcích padají Gold Boxy (Zlaté Krabice) častěji.

## Děla
Ve hře je několik různých děl (věží):
- Smoky – Klasické dělo, které střílí normální náboje. Může udělit kritické poškození.
- Firebird – Plamenomet, který se hodí na blízko. Může rozehřát nepřátelský tank a tak se nepříteli na chvíli uděluje poškození, i když na něj nikdo neútočí.
- Twins – Dělo, které má velmi malý čas nabíjení. Střílí barevné náboje ze dvou děl.
- Thunder – Podobné dělo jako smoky, ale uděluje větší poškození, déle se nabíjí a když s nim střelíte do něčeho blízkého, poškodí váš tank.
- Railgun – Střílí paprsek který je velmi silný. Má dlouhou dobu nabíjení.
- Freeze – Podobný jako Firebird, ale místo zahřátí nepřátele zmrazí, takže se pomaleji pohybují.
- Shaft – Zaměřuje. Pokud střelí na podvozek nepřítele ubere mu velké poškození. Když zaměřuje, jde vidět paprsek barvy týmu.
- Isida – Dělo na blízko. Může svým paprskem ničit nepřátele nebo léčit spoluhráče (za léčení se získávají zkušenosti)
- Ricochet – Střílí náboje, které se mohou odrážet od stěn.
- Hammer – Na blízko a na menší dálku. Střílí náboje které jsou hodně silné. Může vystřelit tři, potom se nabije.
- Vulcan – Kulomet, může se s ním střílet bez nabití, ale pokud se s ním střílí dlouho, dělo se začne zahřívat a hráčův tank poškodí.
- Striker – Vypouští rakety, buď po jedné bez zaměření, nebo pokud se hráč zaměří a počká se tak více než jedna. Pokud zaměřuje, tak vyzařuje podobný paprsek jako Shaft.
- Magnum – Neotáčí se do stran, ale nahoru a dolů. Střílí bomby, které dokážou být velmi nebezpečné. Můžete se s ním zničit sami.
- Gauss – Má dvě schopnosti buď zamiřuje podobně jako Striker ale není vidět paprsek, jinak střílí jako Smoky.

## Podvozky
Ve hře je několik různých podvozků (těl), které se dělí na lehké, střední a těžké:

#### Lehké podvozky
- Wasp
- Hornet
- Hopper

#### Střední podvozky
- Hunter
- Viking
- Dictator
- Crusader

#### Těžké podvozky
- Titan
- Mammoth
- Juggernaut
- Ares

## Herní módy
- Deathmatch (DM) je klasická bitva. Battle fund (bitevní kořist) je rozdělen podle počtu zabití.
- Team Deathmatch (TDM) je herní mód, kde jsou hráči rozděleni do dvou týmů. Vítězný tým je ten, který zničil více nepřátelských tanků. Větší část krystalů jde do vítězného týmu, kde je rozdělena jako v Deathmatchi.
- Capture The Flag (CTF). V tomto módu jsou hráči, stejně jako v TDM, rozděleni do dvou týmů. Cílem je sebrat protivníkovu vlajku a donést ji zpět na svou základnu. Když je tank převážející vlajku zničen, vlajka zůstává na místě, dokud není sebrána spoluhráčem nebo vrácena protihráčem. Vítězný tým je ten, který donesl více vlajek. Battle fund je rozdělen stejně jako v TDM.
- Control Points (CP) je mód, kde týmy bojují o kontrolu několika bodů na mapě. Týmy získávají bod za každých 10 sekund, po které je bod pod jejich kontrolou. Vítězem se stává tým s větším počtem bodů. Krystaly jsou rozděleny stejně jako v TDM.
- Assault (ASL). Jedná se o mód, který je z velké části spojení módů CP a CTF. Modří hráči mají bod, který nejde obsadit druhým týmem. Druhý tým má několik vlajek, které musí doručit na bod modrých. Modří tedy mají za úkol tomu zabránit.
- Rugby (RGB). V tomto módu hráči musí sebrat míč a donést jej na nepřátelské území. Míč se objevuje na zelených zónách které jsou rozmístěné po mapě.
- Juggernaut [JGR] je herní mód podobný DM, v tomto módu se na začátku náhodně vybere silnější tank – „Juggernaut“. Cílem je zničit Juggernauta a stát se novým Juggernautem.
- Siege [SGE] je herní mód podobný CP, vždy je aktivován jeden z pointů. Cílem je se zmocnit co nejvíce pointů.